# Бака језик
Бака језик је језик из породице нило-сахарских језика, грана бонго-багирми. Њиме се служи око 25.000 становика из околине градова Јеј и Мариди у Јужном Судану и 1.300 становника у ДР Конгу. Бака језик користи латинично писмо и састоји се из неколико сличних дијалеката.